# 2024年香港网球公开赛
2024年保诚香港网球公开赛（2024 Prudential Hong Kong Tennis Open），即第11届香港网球公开赛，于2024年10月28日-11月3日在中国香港特别行政区维多利亚公园网球场的室外硬地球场举行，属于2024年WTA巡回赛的一部分。赛事级别为WTA250巡回赛。
赛会头号种子季阿娜·施耐德在决赛中战胜了2号种子凯蒂·博尔特获得单打冠军，这是施耐德本赛季也是职业生涯第4个WTA巡回赛单打冠军。乌尔里克·艾克里和二宫真琴获得女子双打冠军，她们在最后的决赛中挽救了两个冠军点，这是艾克里职业生涯的第4个巡回赛双打冠军，也是二宫真琴的第7个双打冠军。
大满贯冠军李娜从2024年开始担任赛事总监。

## 比赛结果
| 项目 | 冠军                     | 亚军              | 比分             |
| ---- | ------------------------ | ----------------- | ---------------- |
| 单打 | 季阿娜·施耐德            | 凯蒂·博尔特       | 6–1, 6–2         |
| 双打 | 乌尔里克·艾克里 二宫真琴 | 青山修子 穗积绘莉 | 6–4, 4–6, [11–9] |

## 单打比赛

### 种子选手
| 协会   | 球员              | 排名 | 种子号 |
| ------ | ----------------- | ---- | ------ |
|        | 季阿娜·施耐德     | 16   | 1      |
| 英國   | 凯蒂·博尔特       | 33   | 2      |
| 加拿大 | 莱拉·费尔南德斯   | 35   | 3      |
| 中國   | 王欣瑜            | 39   | 4      |
| 新西兰 | 孙璐璐            | 41   | 5      |
| 中國   | 袁悦              | 44   | 6      |
| 法國   | 瓦尔瓦拉·格拉切娃 | 68   | 7      |
| 西班牙 | 克里斯蒂娜·布克沙 | 70   | 8      |
| 美国   | 伯纳达·佩拉       | 79   | 9      |

- 1 参考2024年10月21日排名。

### 其他途径参赛选手
外卡：
- 张玮桓
- 西蒙娜·哈勒普
- 索菲亚·科宁
- 王康怡

排名保护：
- 玛加丽塔·贝托娃

资格赛：
- 高馨妤
- 井上阳菜
- 冈村恭香
- 塔季扬娜·普罗佐罗娃
- 施晗
- 山口芽生

退赛：
- 叶林娜·阿瓦涅相 → 被替补为  金伯莉·比勒尔
- 丹妮爾·柯林斯 → 被替补为  玛加丽塔·贝托娃
- 玛格达莱娜·弗雷希 → 被替补为  日比野菜绪
- 奥利维娅·盖德茨基 → 被替补为  斋藤咲良
- 大坂直美 → 被替补为  韩天遇
- 安娜斯塔西亚·波塔波娃 → 被替补为  阿纳斯塔西娅·扎哈罗娃
- 艾玛·拉杜卡努 → 被替补为  阿莉娅克桑德拉·萨斯诺维奇 → 被替补为  逯佳境（幸运落败者）
- 埃列娜-加布里埃拉·鲁塞 → 被替补为  苏珊·拉门斯
- 卡特日娜·西尼亚科娃 → 被替补为  安娜·博格丹
- 孙璐璐 → 被替补为  张修贞（幸运落败者）
- 克拉拉·陶森 → 被替补为  希瑟·沃特森
- 泰勒·汤森 → 被替补为  杰茜卡·蓬谢
- 达雅娜·雅斯特雷姆斯卡 → 被替补为  王曦雨

## 双打比赛

### 种子选手
| 协会     | 球员              | 协会 | 球员              | 综合排名 | 种子号 |
| -------- | ----------------- | ---- | ----------------- | -------- | ------ |
| 西班牙   | 克里斯蒂娜·布克沙 | 日本 | 加藤未唯          | 61       | 1      |
| 斯洛伐克 | 泰雷扎·米哈里科娃 | 英國 | 奥利维亚·尼科尔斯 | 84       | 2      |
| 挪威     | 乌尔里克·艾克里   | 日本 | 二宫真琴          | 101      | 3      |
| 日本     | 青山修子          | 日本 | 穗积绘莉          | 107      | 4      |

- 1 参考2024年10月21日排名。

### 其他途径参赛选手
外卡：
- 張瑋桓 /  王康怡
- 梁筠彤 /  伍曼莹